# Base aérea de Tel Nof
A Base aérea de Tel Nof (ICAO: LLEK), também conhecida como Base Aérea N.º 8 da Força Aérea, é uma das três principais bases aéreas da Força Aérea Israelita. Está localizada perto de Rehovot, em Israel. Foi construída em 1939 pelos britânicos. Durante a Segunda Guerra Mundial, serviu a Real Força Aérea na região da Palestina.